# O'Brien (Tisuću devetsto osamdeset četvrta)
O'Brien je lik u Orwellovu romanu Tisuću devetsto osamdeset četvrtoj, prikazan kao pripadnik uže partije koja vlada fiktivnom državom Oceanijom. Protagonist Winston Smith, pripadnik šire partije koji duboko u sebi prezire režim, pretpostavlja da i O'Brien isto osjeća. Nakon određenog vremena O'Brien stupa u kontakt sa Smithom i za sebe tvrdi da je član tajnog Bratstva koje namjerava svrgnuti partiju. Međutim, kasnije se ispostavlja da je on u stvari agent provokator i operativac misaone policije koji nastoji "upecati" potencijalne pobunjenike, a potom ih u zgradi Ministarstva ljubavi podvrgava strahovitu mučenju da bi od njih ishodio priznanja.
O'Brien je jedini lik u romanu koji pripada užoj partiji i scene koje se odvijaju u njegovu stanu jedine su koje pružaju uvid u životni stil vladajuće elite koji odražava luksuz i relativno blagostanje u odnosu na ostale društvene slojeve. O'Brienu je dopušteno isključivati sveprisutne telekrane, svoje goste može ponuditi kvalitetnim cigaretama i vinom, a također posjeduje i osobnog slugu, čiji izgled sugerira da je riječ o eurazijskom ratnom zarobljeniku.
Za O'Briena je također karakteristično da u završnom dijelu romana s brutalnom iskrenošću iskazuje istinski svjetonazor vladajuće elite, odnosno spoznaju da vlast drži ne zbog nekakvih "uzvišenih ciljeva" nego zbog vlasti same.
O'Brienu se u romanu ne spominje osobno ime, a ne postoje nikakvi podaci o podrijetlu osim prezimena koji sugerira irske korijene.
Vjeruje se da je Orwellu kao model za lik O'Briena poslužio lik sovjetskog istražitelja Gletkina u znamenitu Koestlerovu romanu Pomračenje u podne iz 1940. godine, odnosno Brendan Bracken, irski bankar koji je za vrijeme Drugog svjetskog rata kao ministar informacija bio Orwellov nadređeni.

## Portreti
O'Brien se pojavljuje kao lik u nekoliko filmskih i televizijskih adaptacija Orwellova djela; u svima pod istim imenom kao i u romanu. Jedini izuzetak je filmska inačica iz 1956. gdje nosi ime "O'Connor" i gdje ga tumači Michael Redgrave. Vjeruje se da je razlog za preimenovanje angažman američkog glumca Edmonda O'Briena u ulozi protagonista, odnosno nastojanje da se izbjegne zabuna kod publike.
U američkoj TV-inačici iz 1953. lik O'Briena tumačio je kanadski glumac Lorne Greene, a u BBC-jevoj TV-drami iz 1954. godine tumačio ga je André Morell.
Najpoznatiji od svih portreta jest onaj u filmskoj adaptaciji gdje je O'Briena glumio Richard Burton i kojemu je to bila posljednja uloga.